# 萨拉·帕森斯
萨拉·帕森斯（英語：Sarah Parsons，1987年7月27日—），美国女子冰球运动员，场上位置是前锋。她曾代表美国国家队参加2006年冬季奥林匹克运动会冰球比赛，获得一枚铜牌。